# Villa gallo-romaine de Nontronneau
La villa gallo-romaine de Nontronneau est une villa située à Lussas-et-Nontronneau, en France.

## Localisation
La villa gallo-romaine est située dans le département français de la Dordogne, en Nontronnais, sur la commune de Lussas-et-Nontronneau, près du village de Nontronneau.

## Historique
Les vestiges de la villa gallo-romaine sont inscrits au titre des monuments historiques le 21 décembre 1984.
La villa a été découverte en 1967 lors d'une sécheresse. Plusieurs campagnes de fouilles ont eu lieu, d'abord entre 1970 et 1984, puis entre 2002 et 2005.

## Architecture
La villa aristocratique qui date du Haut Empire romain comportait une cour à galerie, des vestibules d'apparat, des salles de réception et des thermes. Il y eut trois phases de construction :
- construction initiale à l'époque flavienne (69-96),
- premier agrandissement au IIe siècle,
- deuxième période d'agrandissement au début et au milieu du IIIe siècle ; à ce moment sont construits les thermes[2].